# Марин, Рауль
Рау́ль Мари́н (исп. Raúl Esneider Marín Arango; род. 6 мая 1979, Медельин) — колумбийский футболист, выступавший на позиции полузащитника в 1990—2000-е годы.

## Биография
Рауль Марин — воспитанник «Индепендьенте Медельин» из своего родного города. На взрослом уровне дебютировал в 1999 году. В 2001 году перешёл в «Онсе Кальдас». Начало 2000-х годов стало «золотым периодом» в истории клуба из Манисалеса. В 2003 году команда Луиса Фернандо Монтойи спустя 53 года сумела стать чемпионом Колумбии. В 2004 году «Онсе Кальдас» сенсационно стал победителем Кубка Либертадорес. В финале колумбийцы одолели аргентинскую «Боку Хуниорс» (0:0; 1:1, в серии пенальти 2:0). Марин сыграл в пяти матчах в ходе этого розыгрыша, в том числе он выходил в стартовом составе в обеих играх 1/8 финала против гуаякильской «Барселоны». Был в заявке в финальных матчах, но на поле не появлялся.
В июле 2005 года перешёл в «Индепендьенте Санта-Фе», за который выступал полтора сезона.
В 2007—2008 годах без особого успеха выступал за «Депортиво Перейру» и «Итагуи Дитайрес». Завершил карьеру в 2009 году в команде второго эквадорского дивизиона «Атлетико Аудас».

## Титулы и достижения
- Чемпион Колумбии (1): 2003 (Апертура)
- Обладатель Кубка Либертадорес (1): 2004